# Witsanu Huadpradit
Witsanu Huadpradit (11 de noviembre de 1983) es un deportista tailandés que compitió en bochas adaptadas. Ganó dos medallas en los Juegos Paralímpicos de Verano, oro en Londres 2012 y oro en Tokio 2020.

## Palmarés internacional
| Juegos Paralímpicos | Juegos Paralímpicos   | Juegos Paralímpicos | Juegos Paralímpicos |
| Año                 | Lugar                 | Medalla             | Prueba              |
| ------------------- | --------------------- | ------------------- | ------------------- |
| 2012                | Londres (Reino Unido) | Medalla de oro      | Equipo BC1-2 mixto  |
| 2020                | Tokio (Japón)         | Medalla de oro      | Equipo BC1-2 mixto  |